# 正憲
正憲（韓語：정헌，1987年5月3日—），本名金正憲，韓國男演員。

## 簡歷
正憲於1987年5月生於首爾，其後直到高中前一直作為籃球選手參賽，但因受傷放棄成為職業選手的念頭。之後，他在2006年進入首爾藝術大學就讀戲劇學科，在20歲時以Mnet模特培養節目參賽者身份，在演藝圈出道。
他在2011年起開始持續參演電視劇，當中在2016年的《女人的秘密》中首度飾演主角角色，獲得觀眾的注意。其後在電影《石雕宅邸殺人案》（2017年）、日日劇《波濤啊，波濤啊》（2018年）亦為其獲關注的作品。

## 演出作品

### 電視劇
- 2011年：MBC《相信男人》飾演 韓正憲
- 2012年：KBS《Drama Special－我妻子的初戀》飾演 鄭恩宇
- 2014年：KBS《黃金交叉》飾演 Alex
- 2015年：MBC《她很漂亮》飾演 閔夏莉的男朋友
- 2016年：KBS《奇蹟時間補時》飾演 英哲
- 2016年：KBS《女人的秘密》飾演 閔善浩
- 2017年：網絡劇《意外的英雄（朝鲜语：뜻밖의 히어로즈）》飾演 盧尚允（特別出演）
- 2018年：KBS《波濤啊，波濤啊》飾演 吳正泰
- 2018年：KBS《我唯一的守護者》飾演 勝俊（特別出演）
- 2020年：KBS《不管誰說什麼》飾演 羅俊秀
- 2021年：KBS《Okay！光姐妹》飾演 陳正韓
- 2022年：MBC《秘密之家》飾演 南太亨
- 2023年：SBS《全國死刑公投》飾演 吳正浩／吳鐘秀[4]
- 2023年：ENA《白晝之月》饰演 具泰柱
- 2024年：MBC《我们家》饰演 具正泰

### 電影
- 2006年：《阿娘》飾演 刑警1
- 2008年：《Antique（英语：Antique (film)）》飾演 被解僱的花美男服務員
- 2009年：《飛翔》飾演 男公關
- 2010年：《再靠近一點（英语：Come, Closer）》飾演 英秀的朋友3
- 2011年：《媽媽（朝鲜语：마마 (2011년 영화)）》飾演 敏赫
- 2012年：《Bloody Pension》飾演 鍾赫（短篇電影）
- 2014年：《外賣店》飾演 容民
- 2015年：《任務：偷走頂級明星》飾演 洪民宇
- 2017年：《石雕宅邸殺人案（英语：The Tooth and the Nail）》飾演 李珍宇

## 外部連結
- 正憲的Instagram帳戶
- 正憲在NAVER上的资料
- 正憲在韩国电影数据库（KMDb）上的資料（韓語）
- 正憲在互联网电影资料库（IMDb）上的資料（英文）